# Pegogonia rufipes
Pegogonia rufipes är en insektsart som beskrevs av Fabricius 1803. Pegogonia rufipes ingår i släktet Pegogonia och familjen dvärgstritar. Inga underarter finns listade i Catalogue of Life.